# Circuit de Lorraine 2008
Der 48. Circuit de Lorraine ist ein Rad-Etappenrennen, dass vom 21. bis 25. Mai 2008 stattfand. Das Radrennen wurde in fünf Etappen über eine Distanz von 838,3 Kilometern ausgetragen. Es ist Teil der UCI Europe Tour 2008 und dort in die Kategorie 2.1 eingestuft.

## Etappen
| Etappe    | Tag     | Start – Ziel               | km    | Etappensieger   | Führender       |
| --------- | ------- | -------------------------- | ----- | --------------- | --------------- |
| 1. Etappe | 21. Mai | Metz – Mont-Saint-Martin   | 156,6 | Jonathan Hivert | Jonathan Hivert |
| 2. Etappe | 22. Mai | Briey – Verdun             | 159,7 | Jimmy Casper    | Jonathan Hivert |
| 3. Etappe | 23. Mai | Pont-à-Mousson – Gérardmer | 196,3 | Eladio Jiménez  | Jonathan Hivert |
| 4. Etappe | 24. Mai | Gérardmer – Saint-Avold    | 167,6 | Steve Chainel   | Steve Chainel   |
| 5. Etappe | 25. Mai | Rombas – Hayange           | 158,1 | Mattia Gavazzi  | Steve Chainel   |